# Cornelio Lupo
Cornelio Lupo (in latino: Cornelius Lupus; 1 a.C. circa – tra 44 e 47) è stato un magistrato e senatore romano, console dell'Impero romano.

## Biografia
Nulla si può dire delle origini familiari e geografiche di Lupo: sebbene sia stato proposto che fosse un patrizio discendente del console del 156 a.C. Lucio Cornelio Lentulo Lupo, l'ipotesi è stata generalmente rigettata dalla critica.
Qualcosa in più è noto della sua carriera. Lupo è infatti attestato da varie monete dell'isola di Creta come proconsole pretorio della provincia di Creta e Cirene: il mandato, ricoperto sotto Tiberio, non è ben definito, ma non può essere stato ricoperto dopo il 34/35, giacché per il triennio dal 35/36 fino al 37/38 è attestato come proconsole Publio Viriasio Nasone. Il proconsolato di Creta e Cirene non sembra essere stato una carica particolarmente propizia ad un avanzamento di carriera: dei diciassette proconsoli attestati sotto Augusto e Tiberio, solo uno arrivò a ricoprire il consolato.
L'unico proconsole di Creta e Cirene arrivato al consolato è, però, proprio Lupo, probabilmente aiutato dalla sua amicizia con Claudio: Lupo fu infatti console suffetto da settembre fino a forse ottobre del 42 insieme ad un altro intimo amico del princeps, Gaio Cecina Largo, con il quale Lupo promosse il senatusconsultum Largianum de successione libertorum Latinorum, che modificò la lex Iunia Norbana del 19 e stabilì l'ordine dei successibili ab intestato nelle eredità dei Latini Iuniani. Rimane incerto se Lupo, che sostituì precipitosamente Gaio Cestio Gallo, sia stato a sua volta sostituito da un altro console suffetto al termine del 42: è stato proposto che questo suffetto possa essere Gaio Svetonio Paolino.
Infine, Lupo è attestato da Seneca come uno degli amici di Claudio che però il princeps aveva fatto condannare a morte e che lo aspettano nell'oltretomba al momento del suo decesso: i dettagli della sua condanna, forse avvenuta con un processo sommario, non sono noti, ma è certo che essa sia stata provocata dal delatore Publio Suillio Rufo e che debba attestarsi tra 44 e 47.